# Cribrarula cribraria
Cribrarula cribraria – gatunek porcelanki. Osiąga od 10 do 42 mm, przeciętnie około dwudziestu kilku. Porcelanka sitkowana jest jedną z drobniejszych przedstawicieli rodziny Cypraeidae. Tworzy delikatnie wybarwione, piękne muszle, które swoim wzorem przypominają kapelusz muchomora.

## Występowanie
Obszary zamieszkane przez Cribrarula cribraria to pas wód od południowo-wschodnich wybrzeży Afryki po Morze Czerwone i na wschód po centralny rejon Oceanu Spokojnego.